# Коса вежа Рієки
Коса вежа Рієки — нахилена вежа венеціанського стилю, що стала дзвіницею церкви Внебовзяття Непорочної Діви Марії в місті Рієка, (Хорватія). Розташовується поруч з парадним входом до церкви, але є окремою будовою іншого стилю й часу. Вежа датована 1377 роком.

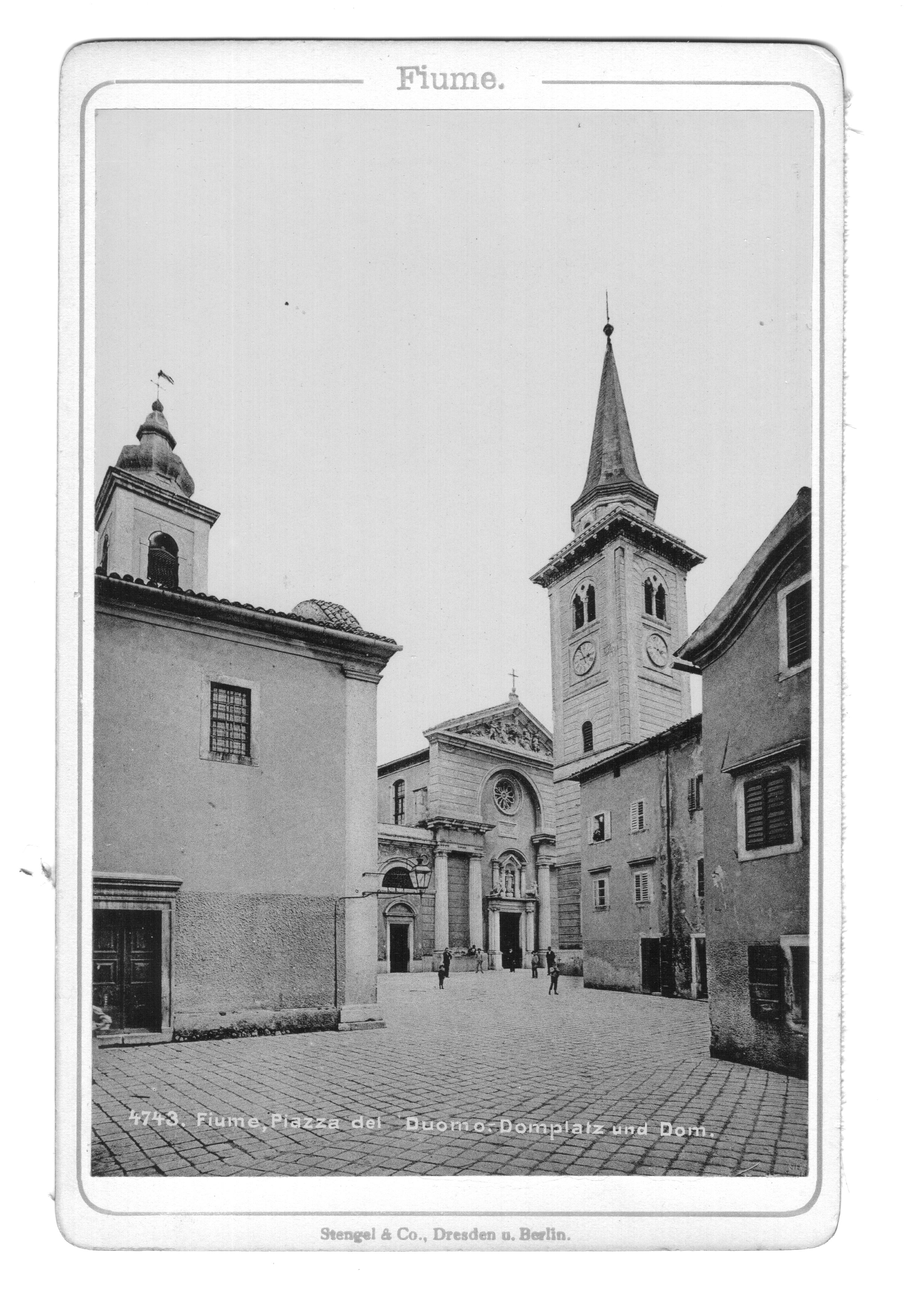
Ще на початку XX століття Коса вежа мала гостроверхий купол.

Коса вежа-дзвіниця біля парадного входу до церкви Непорочної Діви Марії в Рієці.

Коса вежа-дзвіниця біля парадного входу до церкви Непорочної Діви Марії в Рієці.

З часом вежа злегка нахилилася й отримала місцеву назву «Коса вежа».

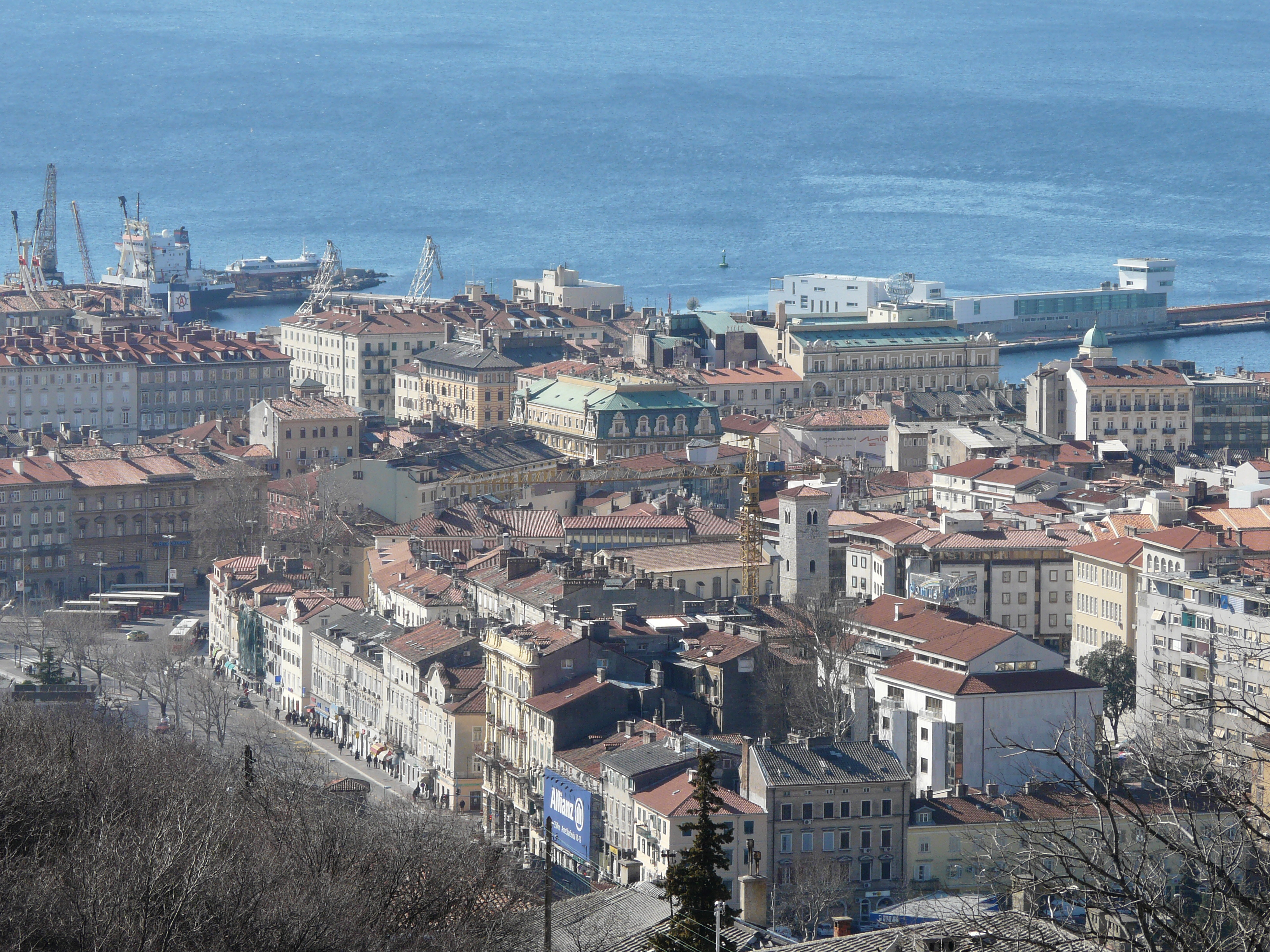
Вид на дахи центру Рієки з Трсата. Палац Моделло в центрі, а перед палацом (ближче) Коса вежа Рієки.

## Історія
На місці цієї вежі в I столітті нашої ери знаходився громадський термальний комплекс у зв'язку з близькістю до річки.
Старий термальний комплекс проіснував до IV століття, після чого на цьому ж місці було споруджено новий термальний комплекс.
У V і VI століттях нашої ери частину термального комплексу було перероблено для християнського культового місця.
Вежа-дзвіниця датована 1377 роком.
У 1808 році, напередодні французької окупації, Муніципалітет Рієки вирішив замінити старі церковні вежі на нові. Але у 1826 гоці дзвіниця (Коса вежа) та фасад Церкви Внебовзяття Непорочної Діви Марії (ітілійські та хорватські назви: Chiesa di Santa Maria Assunta, Chisa del Duomo, Crkva Marijina uznesenja) відновили за проектом архітектора Адама Олфа (хорв. Adam Olf) і за рахунок фінансування з боку Ніколя Агустина Ленса (хорв. Nicole Agostina Lenca) і громадян. Також комерсант Андрій Людевіт Адаміч (хорв. Andrij Ljudevit Adamić) (1766—1828) сприяв відновленню вежі.
У 1876 році дзвіниця оштукатурена і декорована в історичному стилі згідно з проектом Філберта Базаріга (італ. Filbert Bazarig).
У 1928 році Коса вежа знову була відновлена завдяки зусиллям Рікарда Джінтеа (італ. Riccarda Gigantea), в ті роки він був директором Міського музею Рієки, а майбутньому став мером Рієки і сенатором. Потім Коса вежа отримала римський зовнішній вигляд, який має і сьогодні.